# Korýtka
Korýtka jsou vesnice, část obce Pláně ve střední části okresu Plzeň-sever v Plzeňském kraji. Leží 4,5 kilometru severozápadně od Plas. Katastrální území Korýtka měří 274,94 hektarů. Korýtka sousedí na severovýchodě s Vrážným, na jihovýchodě s Plasy a na severozápadě s Pláněmi.

## Historie
První písemná zmínka o vesnici pochází z roku 1420.

## Obyvatelstvo
Při sčítání lidu v roce 1921 zde žilo 78 obyvatel (z toho 37 mužů) československé národnosti, z nichž bylo osmnáct římských katolíků, 56 členů církve československé a čtyři lidé bez vyznání. Podle sčítání lidu z roku 1930 ve vesnici 91 Čechoslováků. Většina se jich hlásila k církvi československé, ale ve vsi žilo také 21 římských katolíků, pět evangelíků a pět lidí bez vyznání.
| Rok            | 1869 | 1880 | 1890 | 1900 | 1910 | 1921 | 1930 | 1950 | 1961 | 1970 | 1980 | 1991 | 2001 | 2011 | 2021 |
| -------------- | ---- | ---- | ---- | ---- | ---- | ---- | ---- | ---- | ---- | ---- | ---- | ---- | ---- | ---- | ---- |
| Počet obyvatel | 96   | 96   | 70   | 75   | 86   | 78   | 91   | 45   | 39   | 44   | 31   | 35   | 21   | 20   | 18   |
| Počet domů     | 10   | 10   | 10   | 10   | 10   | 12   | 14   | 15   | 15   | 14   | 11   | 15   | 15   | 14   | 15   |

## Obecní správa
Při sčítání lidu v letech 1869–1890 Korýtka byla osadou obce Pláně v okrese Kralovice. V letech 1900–1910 byla osadou obce Vrážné v okrese Kralovice. V letech 1921–1959 byla samostatnou obcí, se kterým patřila nejprve do okresu Kralovice, ale v roce 1950 v okrese Plasy. Od 1. ledna 1960 do 31. prosince 1985 byla znovu částí obce Pláně v okrese Plzeň-sever. Od 1. ledna 1986 do 31. prosince 1992 byla částí města Plasy v okrese Plzeň-sever. Od 1. ledna 1993 jsou opět částí obce Pláně v okrese Plzeň-sever.